# Musica rinascimentale
Nella storia della musica, la musica rinascimentale è quella musica composta in Europa durante il Rinascimento, periodo artistico ascrivibile approssimativamente al Quattrocento e al Cinquecento.
Nel Rinascimento il ritrovato piacere per la vita si manifesta anche nell'amore per il canto, il ballo e la musica, che allietano i momenti di festa di nobili e borghesi. La principale novità del tempo è costituita dallo sviluppo della polifonia vocale, che incoraggia la composizione di melodie per più voci, con o senza accompagnamento musicale. 

## Gli inizi: 1450–1470

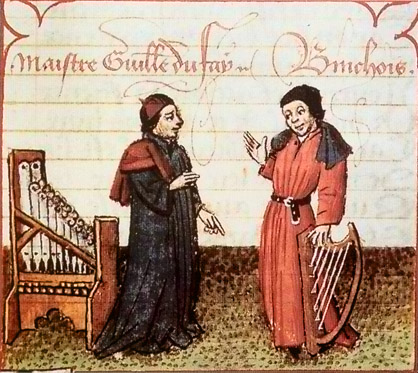
Guillaume Dufay (a sinistra) e Gilles Binchois (a destra).

I rivolgimenti economici e sociali del XV secolo (soprattutto la guerra dei cent'anni e lo sviluppo dei traffici nel nord Europa) diminuirono l'importanza della Francia e diedero impulso allo sviluppo delle arti in generale e della musica in particolare nella regione della Fiandra e nella regione della Borgogna.In quel periodo si formò una scuola, la scuola finanziata nelle scuole delle cattedrali dalla borghesia benestante, prese il nome di scuola franco-fiamminga che innovò grandemente le preesistenti forme della messa, del mottetto e della chanson. Ponendo le consonanze per terze (ancora oggi familiari all'orecchio occidentale) e la forma imitativa del canone alla base delle loro procedure compositive, i fiamminghi (tra cui ricordiamo il fondatore Guillaume Dufay e Josquin Desprez) rivoluzionarono la pratica della polifonia ereditata dall'Ars nova e dall'Ars antiqua. Il lavoro di questi compositori poneva le basi per lo sviluppo di quella che sarebbe stata la teoria dell'armonia.
Verso la fine del Quattrocento, la musica sacra polifonica era divenuta molto complessa, come attestano i lavori di Johannes Ockeghem e Jacob Obrecht in una maniera che riflette con analogie affascinanti la pittura dello stesso periodo.
Sempre in quel periodo gli eccessi della scuola fiamminga nel secolo precedente provocarono una reazione e una nuova tendenza alla semplificazione, come si può vedere nell'opera di Josquin Desprez e dei suoi contemporanei fiamminghi e, più tardi, nell'opera di Giovanni Pierluigi da Palestrina, che era, in parte, spinta dalle limitazioni imposte alla musica sacra dal Concilio di Trento che scoraggiava l'eccessiva complessità. Le complessità delle regole quattrocentesche furono progressivamente abbandonate dai fiamminghi in favore dell'imitazione a due e tre voci (fino ad arrivare a sei voci reali) e con l'inserimento di sezioni in omofonia che sottolineavano i punti salienti della composizione. Palestrina, dal canto suo, produsse composizioni in cui un contrappunto fluido alternava fittamente consonanze e dissonanze con un suggestivo effetto di sospensione. La transizione ad un tactus di due semibrevi per breve era a questo punto quasi definitiva e il tre su uno veniva riservato ad effetti speciali volti a sottolineare momenti di tensione, l'esatto opposto della tecnica prevalente cent'anni prima.
Alla fine del secolo, con il trattato De Institutioni Harmonicae del compositore e teorico musicale italiano Gioseffo Zarlino (1589) si definiscono finalmente in modo completo ed esauriente le leggi dell'armonia (e quindi della polifonia). Nasce da qui la definizione dei due modi cardine della musica moderna: i modi maggiore e minore.